# Miotins
Els miotins (Myotinae) són una subfamília de ratpenats de la família dels vespertiliònids. Originalment eren una tribu de la subfamília Vespertilioninae. El 1998, Simmons l'elevà a la categoria de subfamília basant-se en l'estudi de Volleth i Heller del 1994. La diferenciació es feu mitjançant estudis de l'ADN de les diferents tribus i subfamílies.
Aquest grup només conté tres gèneres, el més abundant del qual és Myotis, amb prop de 130 espècies.